# Diosdado Palma
Diosdado Palma (Chincha Alta, 1º aprile 1965) è un ex calciatore peruviano, di ruolo portiere.